# Apelo de 18 de junho

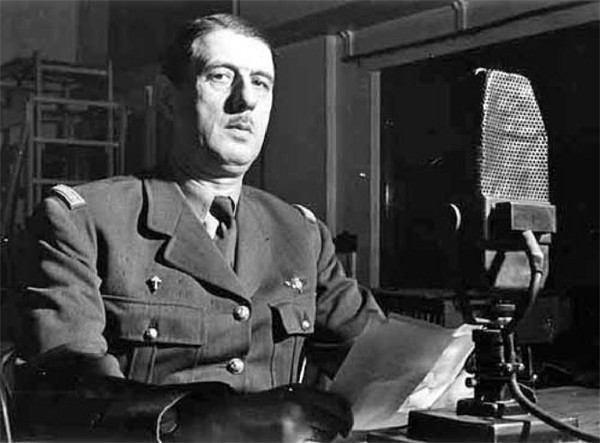
O general Charles de Gaulle, líder da França Livre, em 1941.

O apelo de 18 de junho foi o primeiro discurso do general de Gaulle na rádio de Londres, a 18 de junho de 1940, na qual apelava à continuação dos combates contra a Alemanha nazi e previa a mundialização da guerra. Esse discurso - pouco ouvido na altura mas publicado na imprensa francesa no dia seguinte, e divulgado pelas rádios estrangeiras - é considerado como o texto fundador da resistência francesa.

## Tradução do discurso
Em 18 de junho de 1940, às 19h00 (GMT), a voz de De Gaulle foi transmitida para todo o país, dizendo em francês (tradução do autor):
Placa comemorativa com Apelo de 18 de junho, Vienne, Isère
“Os líderes que, por muitos anos, estiveram à frente dos exércitos franceses, formaram um governo. Este governo, alegando que nossos exércitos seriam desfeitos, concordou com o inimigo em parar de lutar. Claro, fomos subjugados pelas forças mecanizadas, terrestres e aéreas do inimigo. Infinitamente mais do que seu número, foram os tanques, os aviões, as táticas dos alemães que nos fizeram recuar. Foram os tanques, os aviões, as táticas dos alemães que surpreenderam nossos líderes. o ponto de trazê-los onde estão hoje.
Mas a última palavra foi dita? A esperança deve desaparecer? A derrota é definitiva? Não!
Acredite em mim, falo com você com pleno conhecimento dos fatos e lhe digo que nada está perdido para a França. O mesmo meio que nos superou pode nos levar a um dia de vitória. Pois a França não está só! Ela não está sozinha! Ela não está sozinha! Ela tem um vasto Império por trás dela. Ela pode se aliar ao Império Britânico que mantém o mar e continua a lutar. Ela pode, como a Inglaterra, usar sem limites a imensa indústria dos Estados Unidos.
Esta guerra não se limita ao infeliz território do nosso país. Esta guerra não se acaba com a batalha da França. Esta guerra é uma guerra mundial. Todas as faltas, todos os atrasos, todo o sofrimento, não impedem que haja estar, no mundo, todos os meios necessários para um dia esmagar nossos inimigos. Vencidos hoje pela força mecânica, seremos capazes de superar no futuro por uma força mecânica superior. O destino do mundo está aqui. Eu, General de Gaulle, atualmente em Londres, convido os oficiais e os soldados franceses que se encontrem em território britânico ou que aí venham, com ou sem armas, convido os engenheiros e os trabalhadores especiais das indústrias de armamento que se encontram em território britânico ou quem viesse lá, para se colocar em contato comigo.

Aconteça o que acontecer, a chama da resistência francesa não deve ser apagada e não será apagada."

## A França perdeu uma batalha, mas não perdeu a guerra
A famosa citação de De Gaulle: "La France a perdu une bataille! Mais la France n'a pas perdu la guerre" ("A França perdeu uma batalha, mas a França não perdeu a guerra") é frequentemente associada ao Apelo de 18 de junho, mas na verdade se origina de um pôster motivacional apresentando De Gaulle, A Tous Les Françai, que foi distribuído por toda Londres em 3 de agosto de 1940.